# Galcerà Grimosachs
Galcerà Grimosachs va néixer probablement a principis del segle xvi.

## Biografia
Jurista i doctor en dret civil i canònic. Va ser nomenat rector de l'Estudi General de Barcelona, càrrec que va exercir entre l'1 d'agost de 1551 al 31 de juliol de 1552, i més endavant en el període 1578-1580. Al final del darrer període rectoral va tenir problemes d'opinió amb els consellers, per la qual cosa va suspendre la festa de Sant Lluc, patró de la universitat.
L'any 1577 va ser nomenat Conseller tercer. Va morir al segle xvi.